# Kordian (dramat)

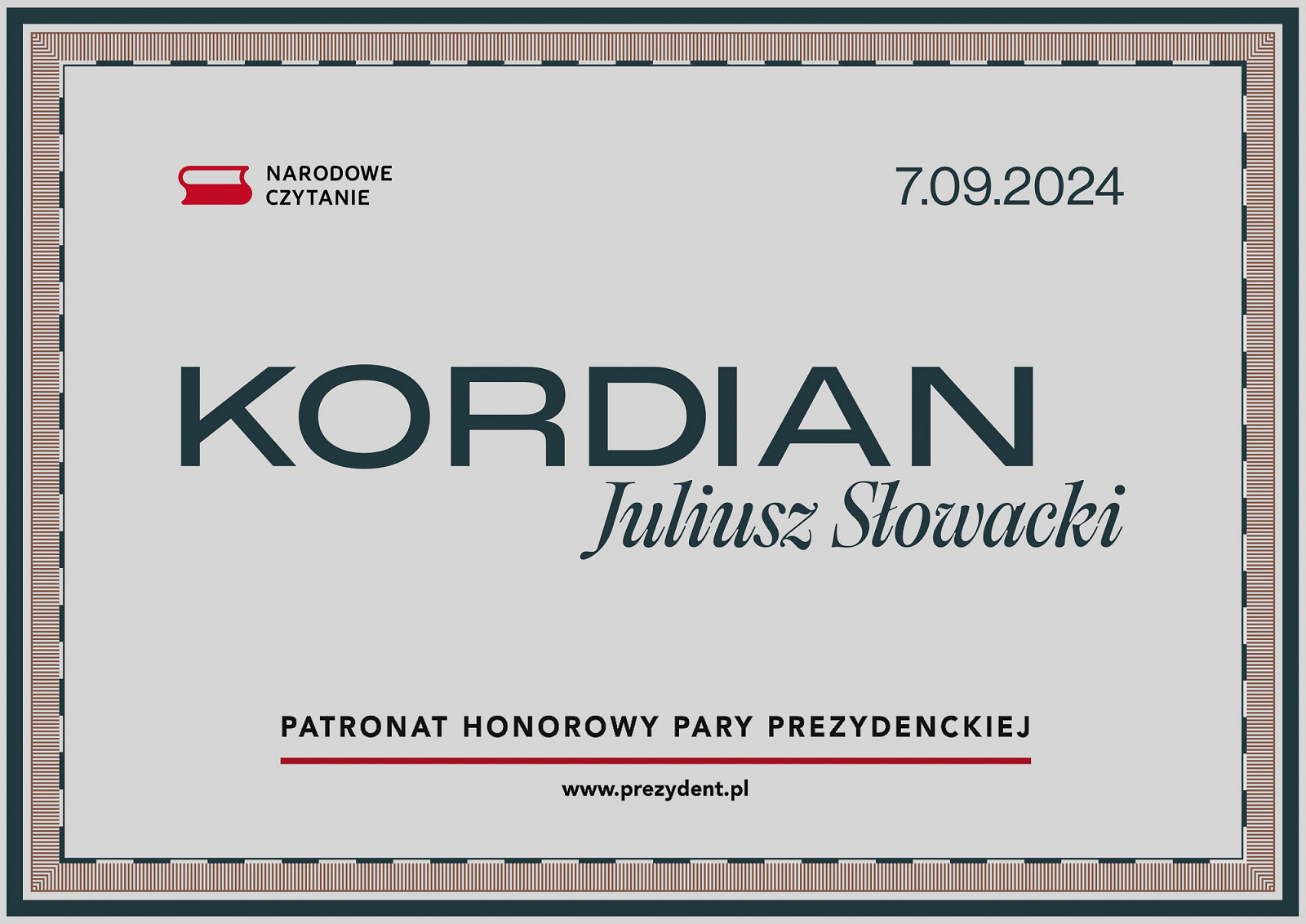
Baner Narodowego Czytania w 2024 roku

Kordian (pełny tytuł: Kordian: Część pierwsza trylogii. Spisek koronacyjny) – dramat romantyczny autorstwa Juliusza Słowackiego. Utwór napisany został w Genewie w 1833, ukazał się anonimowo w Paryżu w 1834 r.

## Historia dzieła

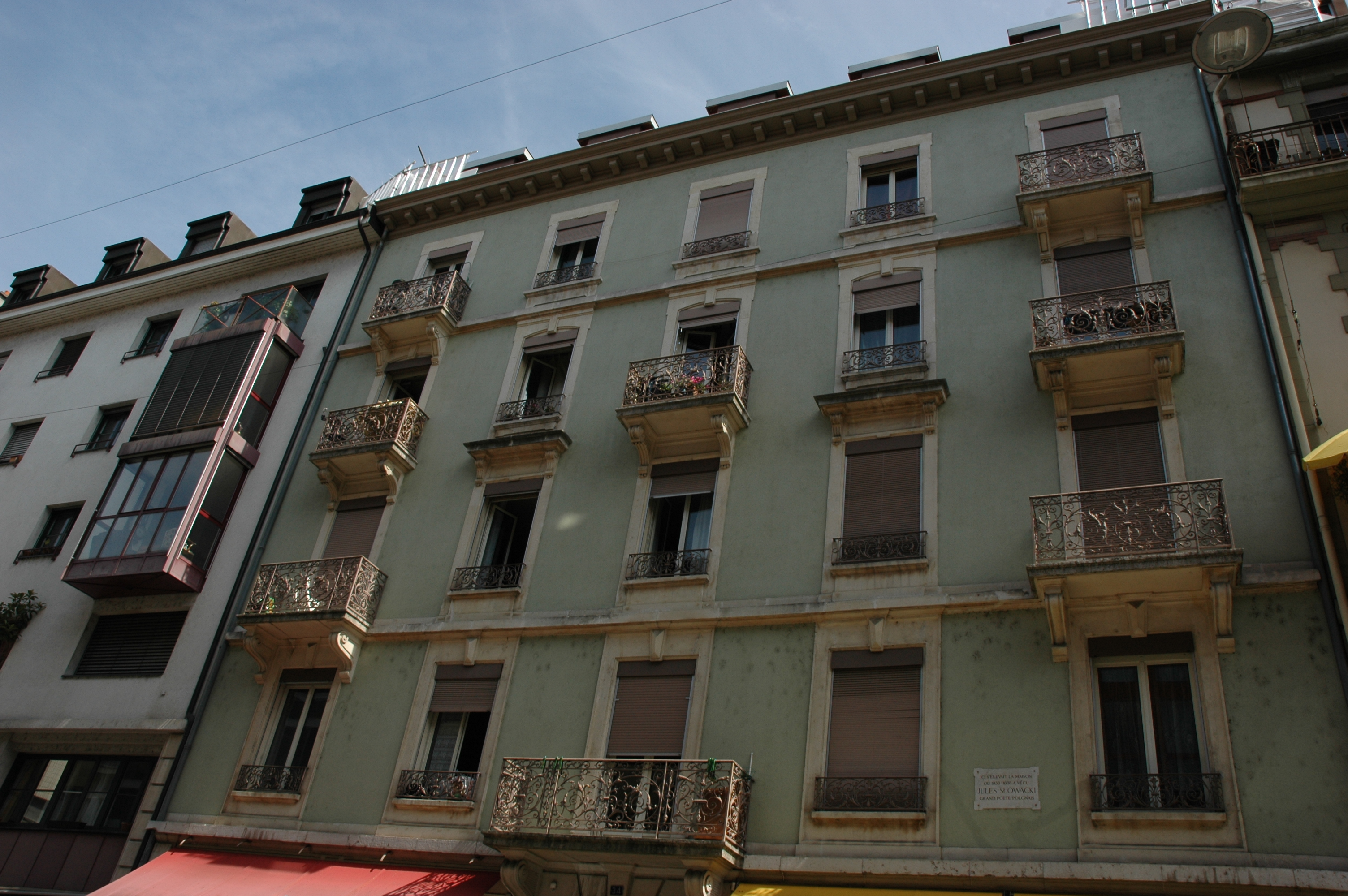
Kordian (podobnie jak Balladyna) powstał w Genewie, w pensjonacie pani Pattey, w którym poeta mieszkał w latach 1833–1836. Pamiątkową tablicę wmurowano w kamienicy wybudowanej na miejscu nieistniejącego dziś budynku pensjonatu

Na podstawie listów Słowackiego skierowanych do matki uważa się, że prace nad „produkcją”, jak zwykł określać pisaną sztukę sam poeta, rozpoczął on w pierwszym kwartale 1833, w pensjonacie pani Pattey w Les Pâquis pod Genewą. Młody poeta miał niewątpliwie trudności z tworzeniem i jak wynika z listów, wena nachodziła go tylko w nocy. Późniejszych historyków i badaczy literatury intrygował fakt, iż z listów wynikałoby, że Kordian niemalże w całości powstał w przeciągu niecałego miesiąca. Z listów można również wywnioskować, że w ciągu pierwszych 8 miesięcy powstała mniej niż 1/3 dzieła, ostatecznie ukończonego 30 listopada. Między innymi te nieścisłości, jak i urwanie utworu (luźne zakończenie), wprowadziły do środowiska literackiego późniejszą polemikę na temat tego, czy Kordian stanowi jedynie pierwszą część trylogii. Nadzieje na dalsze części trylogii podsycał również list z 1838 skierowany do Eustachego Januszkiewicza⁣, w którym Słowacki napisał m.in. „moja trzecia część Kordiana spalona”.
Książka ukazała się w druku w 1834 w drukarni Pinardów i sprzedawano ją w wielu paryskich księgarniach. Interesujący jest też fakt, że Słowacki opublikował swoje dzieło anonimowo. Uważa się, że decyzja ta miała dwojakie podłoże. Z jednej strony, autor uprawiał niestosowną politykę, ukazując rodzinę carską w niekorzystnym świetle. Z drugiej strony, po wydaniu książki niewiadome źródła donosiły, jakoby autorem dzieła był sam Adam Mickiewicz. Pogłoska ta stała się w niektórych środowiskach tak prawdopodobna, że próby dementowania jej przez wydawcę Adama Mickiewicza bagatelizowano. Dzięki temu zabiegowi Słowacki udowodnił, że pomimo swojego młodego wieku talentem może dorównać mistrzowi. Książce nie oszczędzono jednak i słów krytyki, Julian Ursyn Niemcewicz nazwał dzieło „banialukami”, a Józef Bohdan Zaleski „głupstwem”. Mimo wszystko Kordian zyskał miano najlepszego dzieła okresu młodości Juliusza Słowackiego.

## Wymowa dzieła

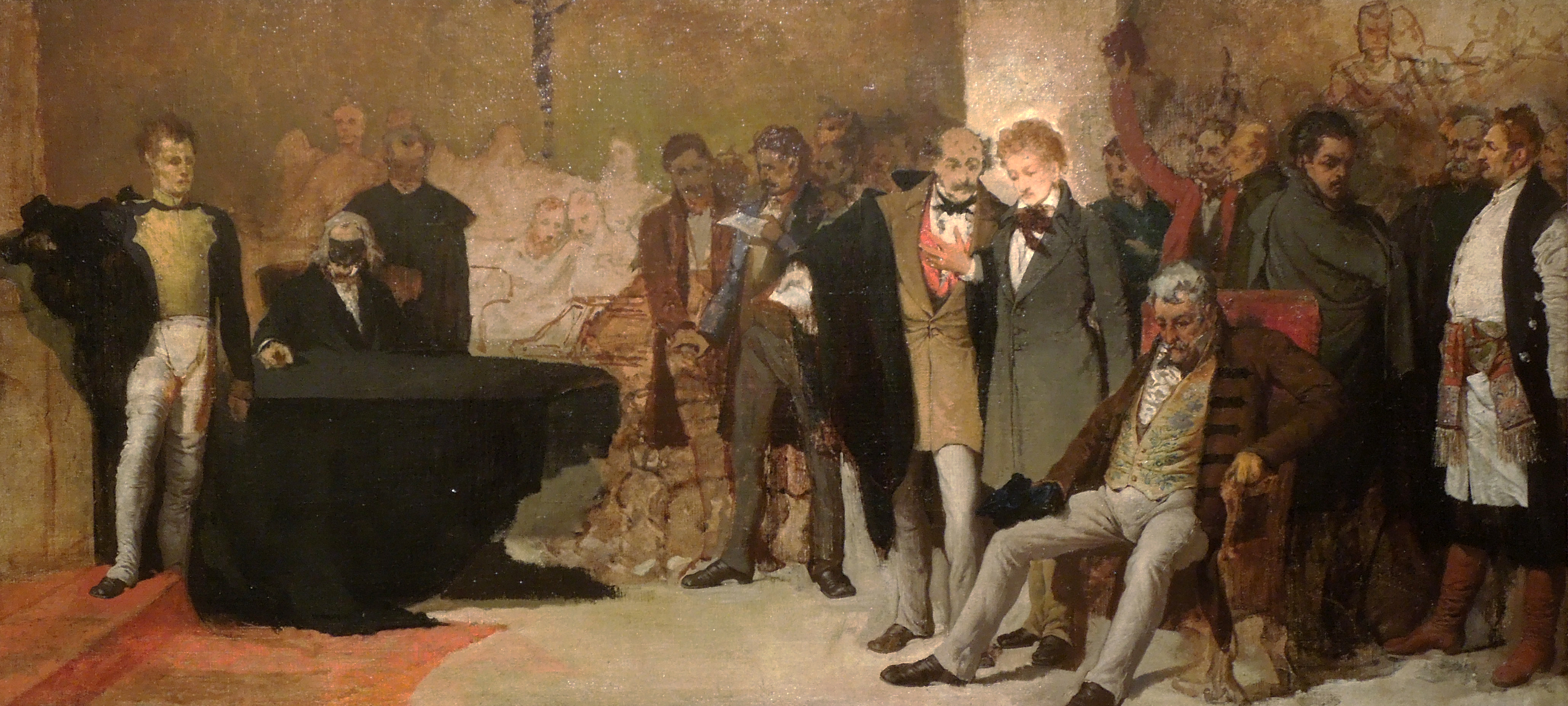
Obraz Leona Piccarda – Kordian w podziemiach katedry Świętego Jana

Utwór nawiązuje do powstania listopadowego i opisuje historię nieudanego spisku na życie cara Mikołaja I przed jego koronacją na króla Polski. Główny bohater, tytułowy Kordian, ze względu na wewnętrzną słabość nie jest w stanie dokonać zamachu i car uchodzi z życiem. Słowacki próbuje zrozumieć przyczyny klęski powstania oraz pokolenia powstańców. Uważa, że jedynie absolutne poświęcenie i zgoda na walkę do końca mogą przynieść niepodległość.
Postać literacka Kordiana została całkowicie stworzona na potrzeby utworu – imię Kordian (znaczące dosłownie: dający serce) zostało wymyślone przez Słowackiego, o czym poeta pisze w listach. Kordian ma wszystkie cechy charakterystyczne dla romantyka: targają nim zarówno rozterki świadomości, jak i rozterki typu egzystencjalnego, nie może odnaleźć swojego miejsca w rzeczywistości, przeżywa nieszczęśliwą miłość do Laury – która skazała go na samotność, a rozdarty w poszukiwaniu idei dobra, wskazówki otrzymuje od szatana (przede wszystkim ideę winkelriedyzmu), co doprowadza go na skraj upadku.

## Przegląd treści

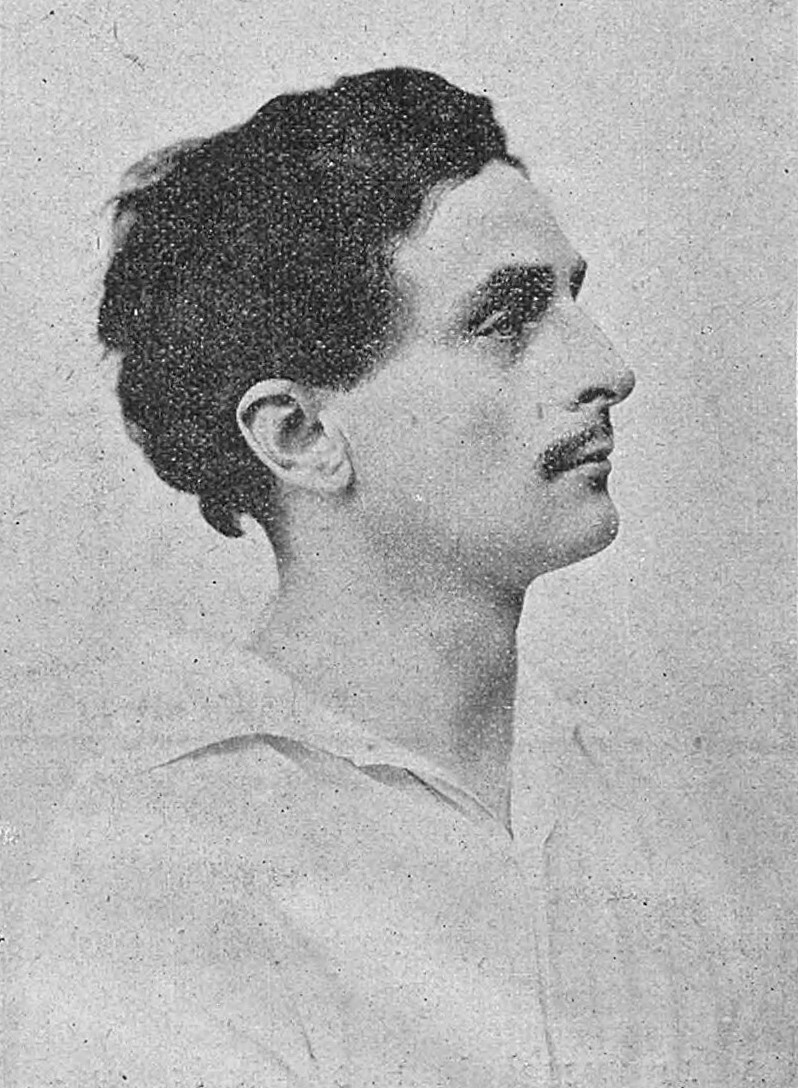
Tadeusz Białkowski w roli Kordiana (1924)

Kordian po raz pierwszy pojawia się w dramacie jako 15-letni młodzieniec. Bohater swój wolny czas poświęca rozważaniom nad sensem własnej egzystencji, przeżywa rozczarowania romantyczną miłością. To wszystko prowadzi do próby samobójczej, aczkolwiek nieudanej. Następnie Kordian wyrusza w podróż do Anglii i Włoch. Podczas tej wędrówki przekonuje się, że światem rządzi pieniądz i że za pieniądze można kupić wszystko, nawet miłość. W scenie na szczycie góry Mont Blanc Kordian przechodzi metamorfozę z nieszczęśliwego kochanka w gorliwego patriotę i postanawia poświęcić się w imię ojczyzny (idea winkelriedyzmu). Przeznaczenie Kordiana podkreślają zjawiska paranormalne – wraca do kraju na obłoku.
Bohater postanawia zabić cara Mikołaja I uczestnicząc w spisku koronacyjnym, jednak przeszkadzają mu w tym własne słabości. Dla Kordiana podróż oznacza wejście w czas dojrzewania duchowego, a spotkania z brutalną rzeczywistością sprawiają, że bohater traci złudzenia co do otaczającego go świata. Jest postacią dynamiczną, przez cały czas zmienia się, zmaga się z samym sobą. Podróż jest dla niego źródłem informacji o świecie, a przebyta droga wzbogaca go o nowe doświadczenia.